# La Colmena (edificio)
El Edificio Cooperativa de Hostelería Felipe Arche, conocido popularmente como La Colmena, es un edificio de la ciudad española de Alicante. Está situado entre las calles Bono Guarner, Benasau, Vicente Mogica, Terrasa y Benillup.
Aunque no es tan alto como otros edificios de la ciudad, como el Riscal o el Gran Sol, su volumen es superior, albergando un total de 506 viviendas. Su planta, en forma de Y, está inspirada en uno de los prototipos residenciales de Le Corbusier.